# HWM

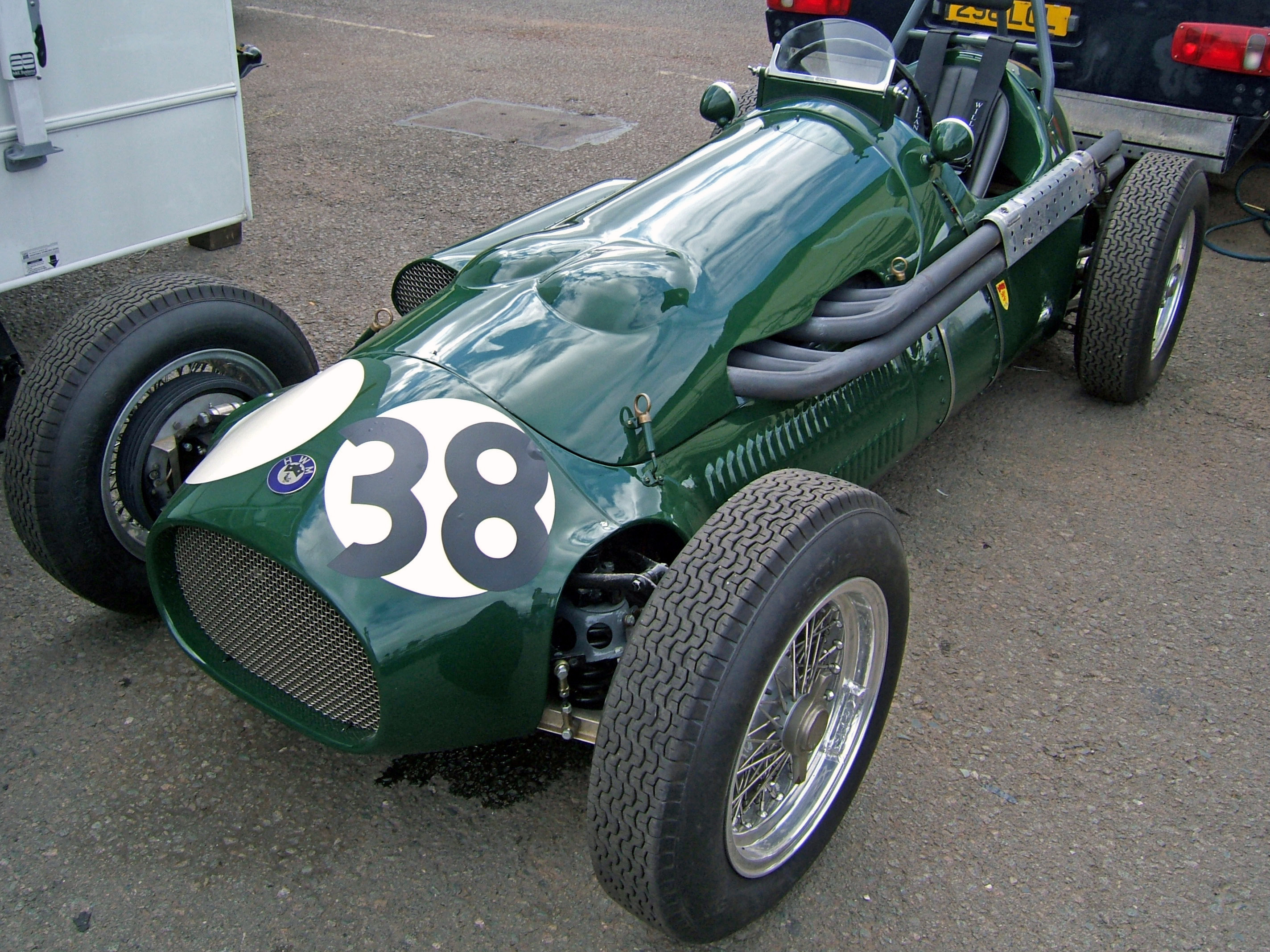
HWM von 1952

HWM ist eine ehemalige englische Rennwagenmarke, die von der Automobilwerkstätte Hersham and Walton Motors in Walton-on-Thames, Surrey, betrieben wurde. Zwischen 1947 und 1954 nahm HWM mit einem eigenen Werksteam auch mehrfach an den Automobilweltmeisterschaften zur Formel 2 und 1954 zur Formel 1 teil. Die Firma ist seit 1951 eine offizielle Vertretung von Aston Martin und existiert bis heute als HWM Group.

## Nachkriegsära
Die Rennfahrer George Abecassis und John Heath hatten das Konstrukteurs- und Rennteam unter dem komplizierten und in der Praxis nie verwendeten Namen Hersham and Walton Motors nach dem Zweiten Weltkrieg eingetragen, welches in den frühen 1950er-Jahren zu den britischen Topteams gehörte, wenn sie auch die meisten Rennen im Offroad- und Sportwagenbereich unternahmen.
Das erste Mal machten sie mit einem Alta-angetriebenen Sportwagen 1948 auf sich aufmerksam. Dieser war bald als „HW-Alta“ bekannt, wurde aber im Folgejahr von einem Modell abgelöst, das man sowohl als Monoposto als auch als zweisitzigen Sportwagen einsetzen konnte. Mit diesem gewann Heath den Manx Cup 1949 und erreichte einen hervorragenden zweiten Platz beim Grand Prix du Comminges im selben Jahr.

## Aufstrebendes Formel-2-Team
1950 machten sich Heath und der Chefmechaniker Alf Francis an die Konstruktion eines reinen Formel-2-Wagens, den Abecassis und Heath mit wenig Glück beim „Lavant Cup“ in Goodwood während des Ostermontag-Rennens einsetzten. Drei Wochen später wurde Abecassis jedoch von einem erfolgversprechenden jungen Mann begleitet, der den beiden durch seine starke Performance im Verlauf von Formel-3-Rennen desselben Jahres aufgefallen war: Stirling Moss, welcher bei einem Rahmenrennen zum Grand Prix von Montlhéry gewinnen konnte. Durch das ganze Frühjahr „tingelte“ das Team nun mit verschiedenen Fahrern von Rennen zu Rennen quer über den europäischen Kontinent – Roubaix, Mons und Aix-les-Bains waren nur einige prominente Stationen. Den ersten Sieg erzielte Johnny Claes beim Grand Prix des Frontières Chimay Ende Mai. Wenige Wochen später machte Moss großen Eindruck, als er bei Rom mit seinem Formel-2-Rennwagen in einem nach Formel-1-Reglement ausgetragenen Rennen bis zu einem Reifendefekt um den dritten Platz kämpfen konnte. Erst im Juli konnte er diese Platzierung beim Formel 1 Grand Prix von Bari nachholen, und in der Formel 2 gelang ihm dies auch in Reims. Insbesondere die Podiumsplatzierung in Bari dürfte Moss gefreut haben, da er mit dem untermotorisierten, kompressorlosen HWM nach 320 km hinter Juan Manuel Fangio und seinem Idol Giuseppe Farina vor einer Reihe echter Formel-1-Wagen landete. In der fortgeschrittenen Saison setzte das Team neben Moss mehr und mehr Lance Macklin und den vom Motorradsport kommenden Fergus Anderson ein. So erzielten Moss und Macklin den zweiten und dritten Rang in Mettet, während Stirling in Perigueux noch einen dritten Platz beisteuerte.
Für die Saison 1951 baute man völlig neue Rennwagen. Diese waren sowohl von der Lage des Schwerpunkts als auch vom Gewicht her deutlich wettbewerbsfähiger. Die alten Boliden verkaufte HWM an „Herrenfahrer“, während sich Moss und Macklin nunmehr als die Stammfahrer des Werksteams betrachten konnten, die jedoch durch hochkarätige Teamkollegen wie Prinz Bira und Louis Chiron ergänzt wurden. Trotz hartem Wettbewerb wurde Moss in Aix-les-Bains Zweiter und Dritter in einem Formel-1-Rennen in Zandvoort. Macklin hingegen erreichte in Angouleme einen zweiten and in Modena einen dritten Platz, während der neu zum Team gestoßene Harry Schell direkt hinter dem Sieger des Rennens von Posillipo die Ziellinie überquerte. Zum Ende des Sommers stockte man das Team mit Yves Giraud-Cabantous um einen weiteren Franzosen auf. Zum Ende der Saison bestritt HWM ein Rennen in Winfield gegen lokale Konkurrenz, so dass man in der Reihenfolge Moss-Albecassis-Duncan Hamilton sogar einen klaren Dreifachsieg feiern konnte.

## Fahrerweltmeisterschaft
Da die Weltmeisterschaftssaison 1952 nach Formel-2-Reglement bestritten wurde, war der Einstieg in die höchste Motorsport-Klasse geradezu zwangsläufig, und mit Peter Collins erhielten Moss, Macklin und Giraud-Cabantous einen weiteren talentierten Nachwuchspiloten an die Seite gestellt. Abecassis und Heath fuhren nur noch gelegentlich, sodass Hamilton, Tony Rolt und einige andere das Werksteam in der langen Saison 1952 unterstützten. Bei der BRDC International Trophy in Silverstone gewann Macklin vor Rolt, am Nürburgring konnte Stirling Moss einen zweiten Platz aufweisen und in Chimay beim Grand Prix des Frontières durfte Paul Frère sogar einen Sieg feiern. Collins und Macklin belegten einige weitere gute Plätze in niedriger einzustufenden Rennen, doch insgesamt war die Saison – gemessen am hohen personellen Aufwand – enttäuschend verlaufen, da man bei den Rennen, die zum Championat zählten, mit einem fünften Platz von Paul Frère nur einen kleinen Achtungserfolg verzeichnete. Mit noch weniger Kapital für die Weltmeisterschaftssaison 1953 ausgestattet, waren die Ergebnisse noch desillusionierender.

## Ausklang und Rückzug vom Rennsport

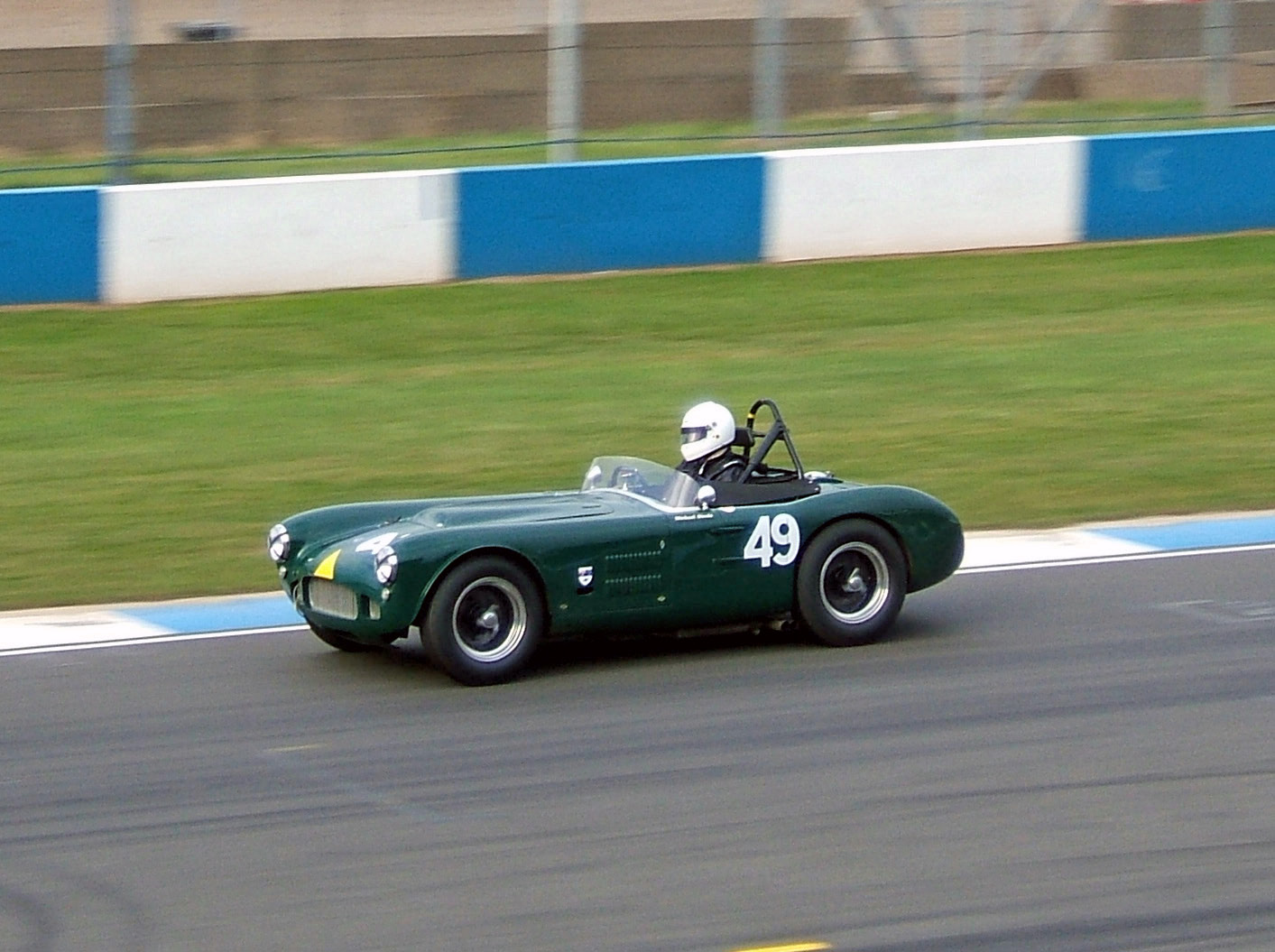
HWM Sports am VSCC SeeRed Race Meeting in Donington Park (2007)

Da die Formel-1-Saison 1954 nach neuen Regeln ausgetragen werden sollte, entschloss sich HWM zum Kraftakt und probierte eine 2,5-Liter-Version des Alta-Motors, doch auch diesem sollte in der von den großen Werksteams dominierten Klasse kein Erfolg beschieden sein. Daraufhin wandte sich HWM wieder den Sportwagenrennen zu, wo man jedoch nur kleinere Erfolge aufzuweisen hatte. Als Heath bei einem Rennunfall bei der Mille Miglia starb, zog sich Abecassis mit HWM ganz als offizielles Werksteam vom Rennsport zurück, um nur noch für Kunden Fahrzeuge herzustellen. Nach Ende der 1950er-Jahre waren die HWM von den Rennstrecken verschwunden. In jedem Fall war es das Verdienst des Teams, mit Stirling Moss und Peter Collins zwei der besten britischen Grand-Prix-Piloten aller Zeiten in ihren Anfangsjahren gefördert zu haben.
In den Folgejahren baute HWM noch einige extravagante Straßensportwagen mit Jaguar-Motoren.
Die Firma hat ihren Sitz bis heute in Walton-on-Thames. Mittlerweile heißt sie HWM Group, Ltd. und betreibt über ihre Tochtergesellschaft HWM Aston Martin Surrey die älteste bestehende Vertretung dieser Marke sowie über HWM Alfa Romeo Surrey eine Alfa-Romeo-Vertretung. Beide operieren ebenfalls von Walton-on-Thames aus.